# Zakłady Naukowe Marii Gajl
Zakłady Naukowe Marii Gajl – szkoła działająca jako prywatna w Radomiu w latach 1906-1949. Jej kontynuatorem jest III Liceum Ogólnokształcące im. płk. Dionizego Czachowskiego w Radomiu.

## Historia

### Początki
W dniu 1 marca 1906 r. siostry Maria i Aleksandra Gajl, korzystając z tzw. ukazu tolerancyjnego cara Rosji zezwalającego na prowadzenie szkół prywatnych z polskim językiem wykładowym, otworzyły w Radomiu szkołę żeńską z programem 3-letniego gimnazjum, przekształconą w połowie 1906 r. na 7-klasową szkołę z programem gimnazjum. W 1908 r. szkoła przeniesiona została z wynajmowanego lokalu mieszczącego się przy ul. Michałowskiej 11 (obecnie ul. Sienkiewicza 11) do kamienic znajdujących się na rogu ulic Michałowskiej i Szerokiej (ob. ul. Sienkiewicza 2 i ul. Piłsudskiego 8). Założenie i rozbudowa szkoły były możliwe dzięki wydatnej pomocy finansowej inż. Stanisława Gajla, brata sióstr.
Od 1912 r. siedzibą szkoły był już budynek przy ul. Długiej 19 (obecnie ul. Traugutta 44). W ogrodzie urządzono dwa boiska do gier i zabaw ruchowych. Przy szkole utworzono w 1913 r. Towarzystwo Wpisów Szkolnych w celu zbierania środków finansowych na wspieranie uczennic znajdujących się w trudnej sytuacji materialnej. Pierwsza grupa maturzystek w liczbie 14 opuściła szkołę w 1909 r. W latach 1906–1914 maturę zdało 135 uczennic. W tym czasie szkoła stała się znaną i cenioną na terenie miasta placówką oświatową, kształcącą młodzież w duchu patriotycznym. Największym szacunkiem i sympatią cieszyły się, oprócz założycielek: Zofia Węgleńska (historia) i Eugenia Leśniewska (literatura powszechna).

### I wojna światowa
Wybuch I wojny światowej zahamował rozwój szkoły. 20 lipca 1915 r. Austriacy zajęli Radom. Wznowienie zajęć szkolnych pod okupacją austriacką było zasługą Komisji Szkolnej Ziemi Radomskiej (Maria Gajl była jednym z Jej członków), powstałej w 1915 r., a uznanej przez władze okupacyjne w 1916 r. Część uczennic wstąpiła do harcerstwa, zwanego wtedy skautingiem. Drużynową została Stanisława Gajewska, jej następczynią – Maria Cyrańska. W wyniku reformy w szkole uruchomiono w roku szkolnym 1917/18 klasę ósmą, przekształcono w ten sposób 7-klasową szkołę na 8-klasowe gimnazjum realne typu matematyczno-przyrodniczego Pomimo trudności warunków wojennych w latach 1914-1918 szkołę ukończyło 69 uczennic.

### II Rzeczpospolita
Po odzyskaniu niepodległości w 1918 r. unowocześniono metody nauczania i wychowania. Wyposażono pracownie: fizyczną, chemiczną i przyrodniczą. Powstałe w 1925 r. „Koło Przyjaciół Młodzieży Marii Gajl w Radomiu” wydzierżawiło w 1926 r. dwie działki leśne w pobliskiej miejscowości letniskowej Garbatka. W zbudowanej tam willi „Radosna” organizowano „letnie szkoły”, a w lecie wakacje dla niezamożnych uczennic. W 1931 r. szkoła obchodziła jubileusz dwudziestopięciolecia swego istnienia. Ufundowano wówczas, przez komitet rodzicielski i absolwentki, sztandar szkolny.
W 1932 r. Maria Gajl założyła Szkołę Powszechną. Obie szkoły (gimnazjum i szkoła powszechna) przyjęły nazwę „Zakłady Naukowe Żeńskie Marii Gajl w Radomiu”. Dzięki inż. Józefowi Gajlowi w latach 1933-1936 rozbudowano budynek, w tym salę gimnastyczną. W nowym hallu w 1934 r. odbyła się uroczystość związana z wmurowaniem tablicy pamiątkowej poświęconej czterem absolwentkom szkoły, które w latach 1916-1920 straciły życie, pracując jako sanitariuszki – Teresa Grodzińska, Maria Cyrańska, Zofia Tokarska, Eugenia Tochterman (tablica zniszczona w czasie II wojny światowej została odtworzona w 2007 r. w budynku Liceum im. Czachowskiego w Radomiu, które jest spadkobiercą tradycji Zakładów Marii Gajl).
Zgodnie z reformą szkolną 8-klasowe gimnazjum przekształcono w 1934 r. w 4-letnie gimnazjum ogólnokształcące i 2-letnie liceum z klasami o profilach humanistycznym i matematyczno-fizycznym. W 1936 r. Maria Gajl obchodziła 55-lecie pracy pedagogicznej. Za osiągnięcia w pracy pedagogicznej, oświatowej i społecznej została odznaczona Złotym Krzyżem Zasługi. Od 1936 r. dyrektorką gimnazjum była Helena Nurczyńska, a w 1939 r. kierownictwo Gimnazjum i Liceum objęła Jadwiga Cyrańska. W okresie II Rzeczypospolitej szkołę ukończyło 354 uczennic.

### II wojna światowa
Po wybuchu II wojny światowej Niemcy zajęli budynek szkolny, a gimnazjum i liceum umieszczono w wynajętym domu przy ul. Piłsudskiego 14, zaś szkołę powszechną przy ul. Piłsudskiego 3. W dniu 09.01.1940 r. władze policyjne zamknęły szkołę, zakazując dalszej nauki. Dzięki inicjatywie i dobrej woli nauczycieli, młodzieży i rodziców powstały tajne komplety nauczania, które w lutym 1940 r. włączono w sieć tajnego nauczania w Generalne Gubernatorstwo.
Jadwiga Cyrańska objęła kierownictwo kompletów Gimnazjum i Liceum Marii Gajl. Szkoła powszechna funkcjonowała nadal do czerwca 1941 r., a po jej zamknięciu do kompletów gimnazjum dołączono dzieci z klasy VI. Od czerwca 1940 do stycznia 1945 na kompletach szkoły Marii Gajl 59 osób ukończyło II klasę liceum humanistycznego, matematyczno-fizycznego lub klasycznego, a 132 osoby ukończyły IV klasę gimnazjum. Należy wyróżnić szczególnie Mieczysławę Będzińską i Irenę Bogdańską, które pracowały z wielkim oddaniem i narażeniem życia.
Po zakończeniu wojny szkoła powróciła do budynku przy ul. Traugutta 44. Otwarto 6-klasową szkołę powszechną (upaństwowioną w połowie 1945 r.), 4-letnie gimnazjum, 2-letnie liceum typu humanistycznego, matematyczno-fizycznego i przyrodniczego oraz Koedukacyjne Gimnazjalne i Licealne Klasy Przyspieszone (1945–1946).

### Po wojnie
Po śmierci Marii Gajl w 1945 r. koncesja na dalsze prowadzenie prywatnego gimnazjum i liceum przeszła na dyrektorkę szkoły – Jadwigę Cyrańską.
Szkoła została upaństwowiona w 1949 r., przyjmując nazwę IV Państwowej Żeńskiej Szkoły Ogólnokształcącej. W kolejnych latach była kilkukrotnie reorganizowana. Obecnym jej kontynuatorem jest III Liceum Ogólnokształcące im. płk. Dionizego Czachowskiego w Radomiu.

## Znane absolwentki
- Halina Bretsznajder,
- Helena Cibor,
- Halina z Grzecznarowskich Szpilmanowa (żona Władysława Szpilmana),
- Maria Fołtyn.